# Contexte de découverte et de justification
Le contexte de découverte se rapporte à la façon dont un résultat scientifique est obtenu, découvert, tandis que le contexte de justification renvoie à celle dont ce résultat est présenté, défendu et justifié.
Ces expressions ont été introduites en 1938 par Hans Reichenbach, pour qui le contexte de découverte ne peut être abordé par la philosophie.